# Генеральное консульство России в Стамбуле
Генеральное консульство России в Стамбуле расположено по адресу: улица Истикляль, 219-225a.

## История
До 1914 года в этом здании размещалось посольство Российской империи в Османской империи.
Для строительства первого здания дипломатического представительства Российской империи в середине XVIII века в Стамбуле был куплен земельный участок. Есть предание, что Екатерина II приказала привезти землю из России, чтобы посольство стояло на российской земле. Первое здание миссии полностью сгорело в результате пожара в 1767 году, затем было построено второе, которое также сгорело в начале 1820-х.
Современное здание строилось с 1837 года по 1845 год по проекту и под наблюдением архитектора Гаспара Фоссати в стиле классицизма. Потолки и стены были расписаны итальянским художником-декоратором А. Форкари, чугунные ворота, гербы и решетки были изготовлены на металлургическом заводе в Луганске лучшими литейщиками этого завода.
В здании есть несколько залов. Площадь большего из них, украшенного колоннами, высотой 13 метров, составляет вместе с верандой более 500 кв. метров. Также есть зеркальный зал с огромными старинными зеркалами. На потолках изображены виды Санкт-Петербурга. Стенная живопись к настоящему времени полностью утрачена.
Во время Крымской войны в здании находился офицерский госпиталь для раненых коалиции.
В 1894 году в результате землетрясения здание серьёзно пострадало. В 1905 году оно было снова повреждено во время сильного урагана.
В 1920-е годы в здании размещался госпиталь для раненых офицеров Белой армии. Когда РСФСР установила дипломатические отношения с Турцией, и здание заняло советское генеральное консульство, то со здания был снят герб Российской империи.
В 2003 году в здании восстановили «Петербургский зал». Герб с двуглавым орлом на здании восстановили в 2005 году уже в качестве герба Российской Федерации. В 2006 году на здании была установлена мемориальная доска в память о Константине Леонтьеве.